# Browar Braci Stephan w Kłodzku
Browar Braci Stephan w Kłodzku (niem. Brauerei Gebrüder Stephan (1880–1912), Lagerbierbrauerei Gebr. Stephan OHG (1912–1920) Brauerei Gebr.) – lokalny browar działający w latach 1870–1934, w Kłodzku przy obecnej ul. Józefa Chełmońskiego 5.
Browar w latach 70. XIX w. posiadał lodownię. W 1881 ówcześni właściciele, bracia Stephan, dobudowali do lodowni istniejący do dzisiaj budynek słodowni z kominem. W 1888 budynek mieszkalny z pralnią oraz słodownią przebudowano według projektu G. Ringela na łaźnię z restauracją o nazwie Zum Röhmischen Bade do zachowanej obecnie kubatury. Obiekty browaru były przebudowywane w latach 20. i 30. XX w.
Po II wojnie światowej znajdował się tu punkt skupu złomu metali kolorowych, żeliwa i stali. Obecnie to Browar Nyska – apartamenty dla turystów.

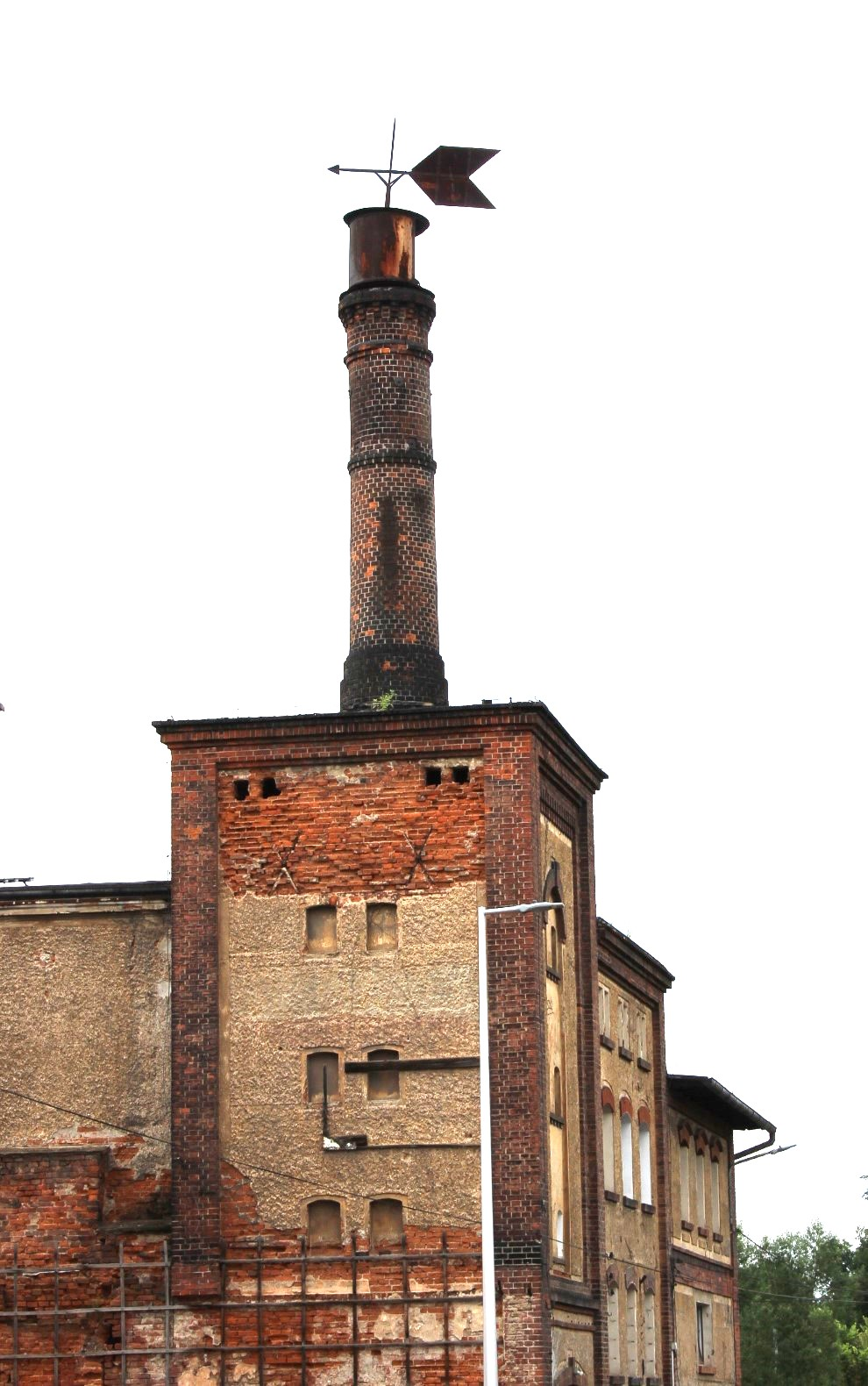
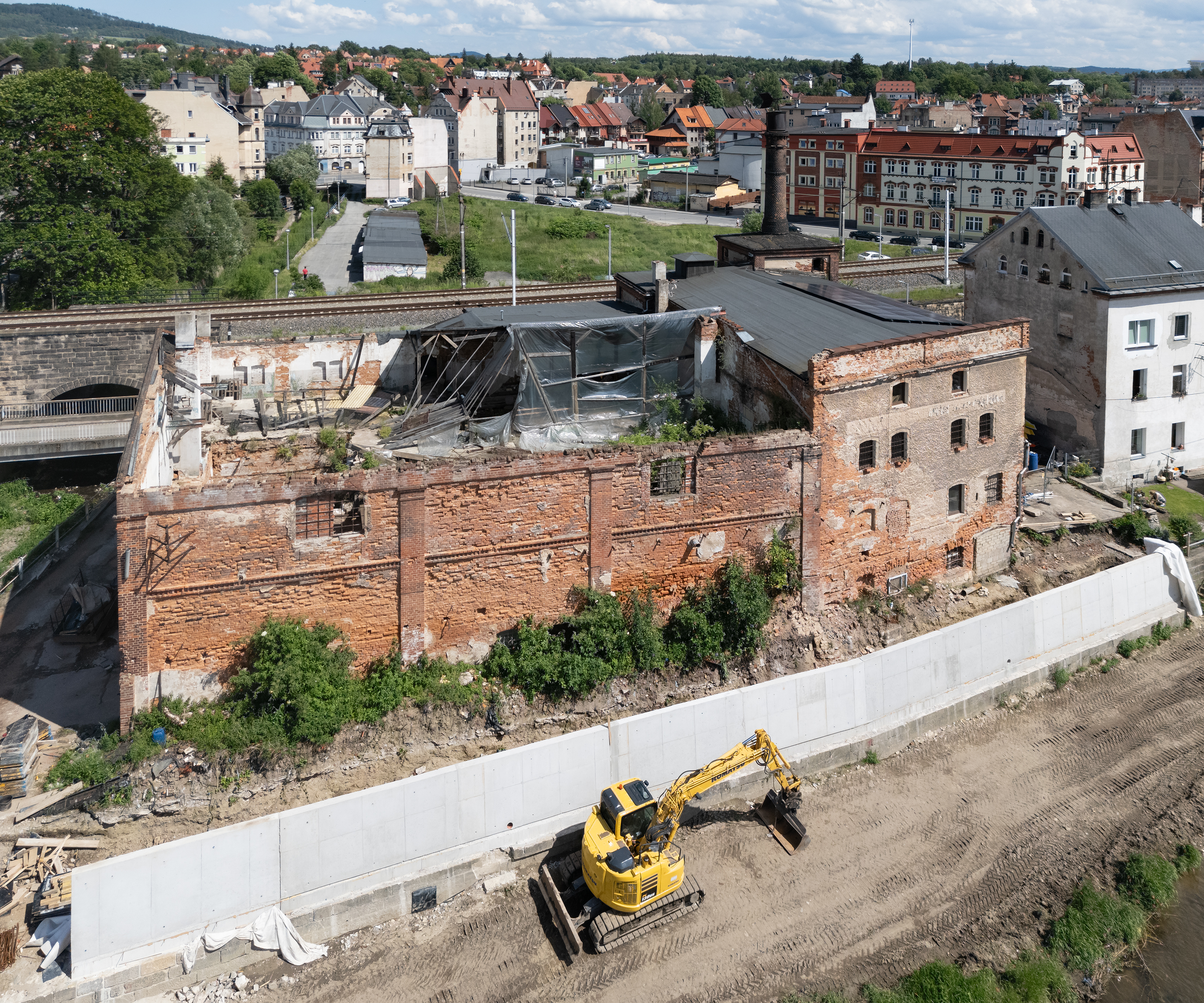
Browar (2024)
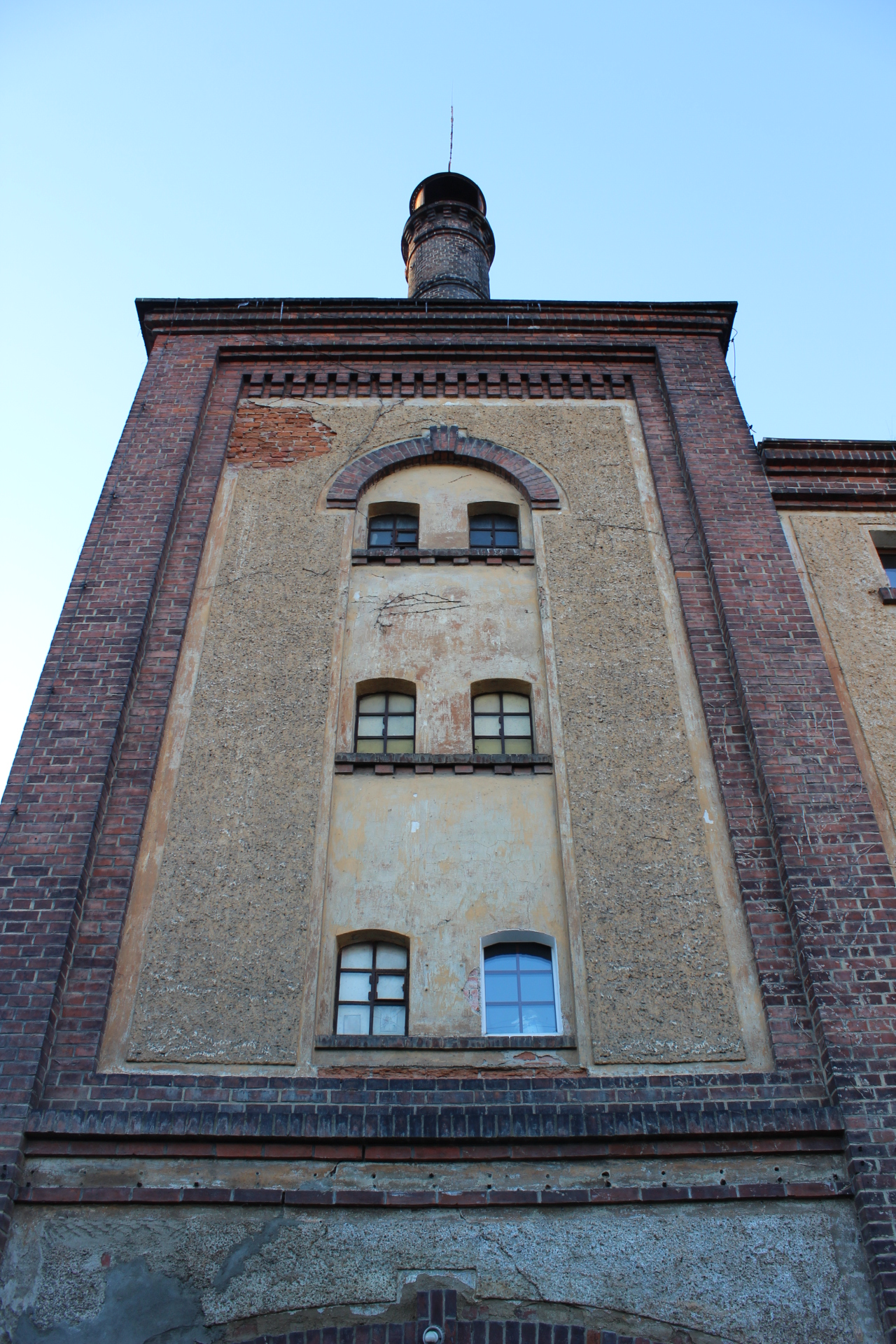
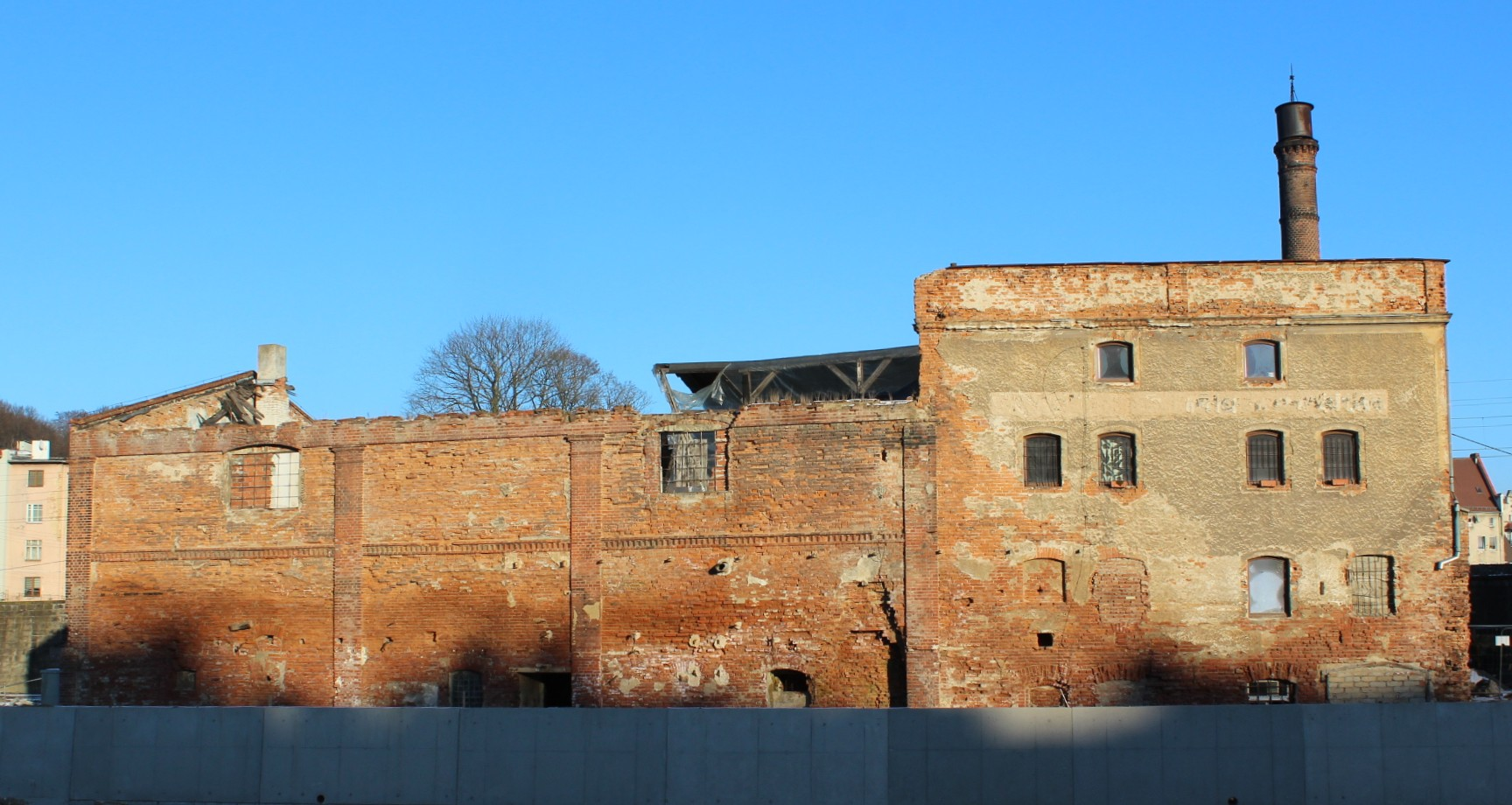
Po powodzi 2024
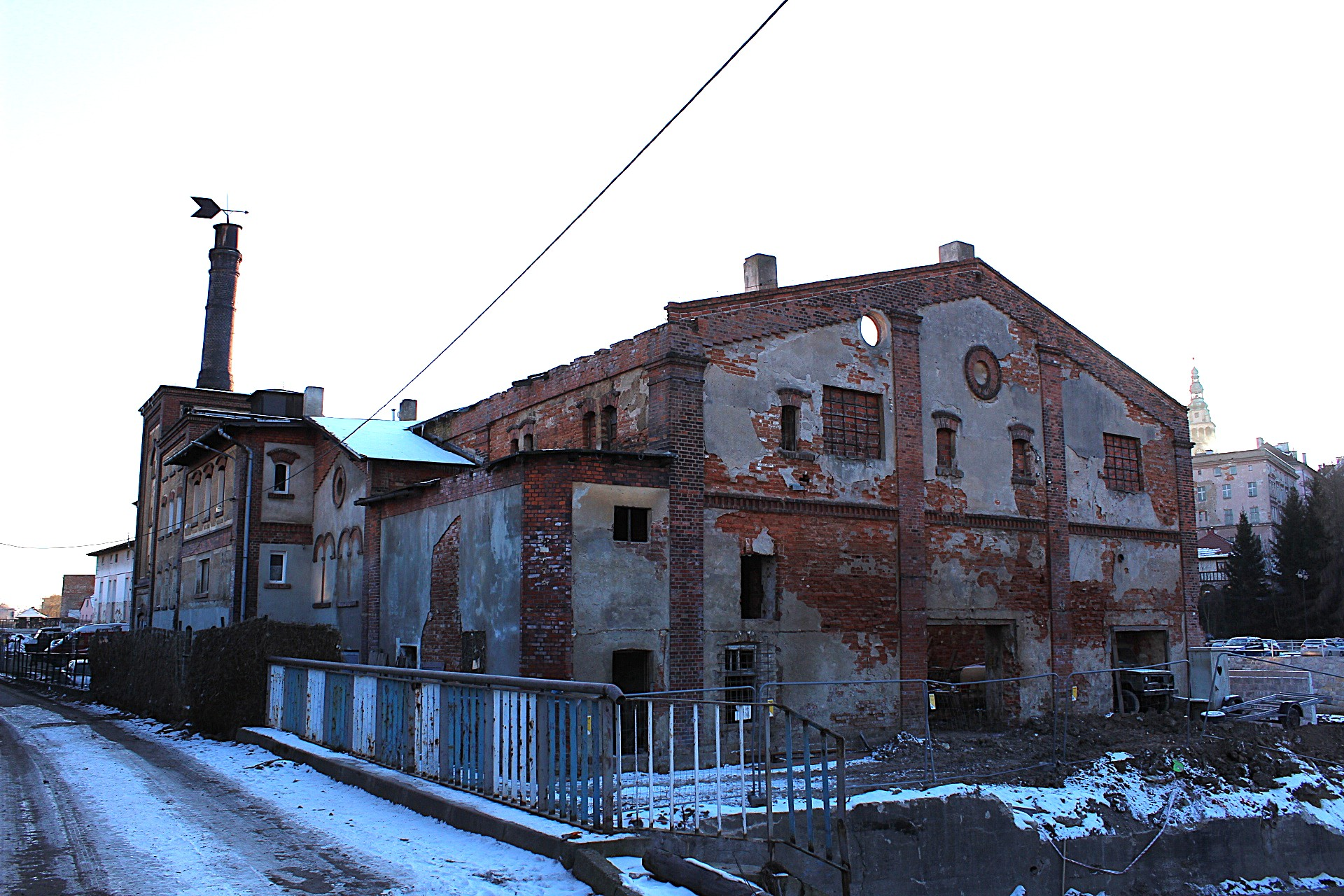
Po powodzi 2024

## Zobacz
- Browary w Kłodzku